# معبد كيوميزو

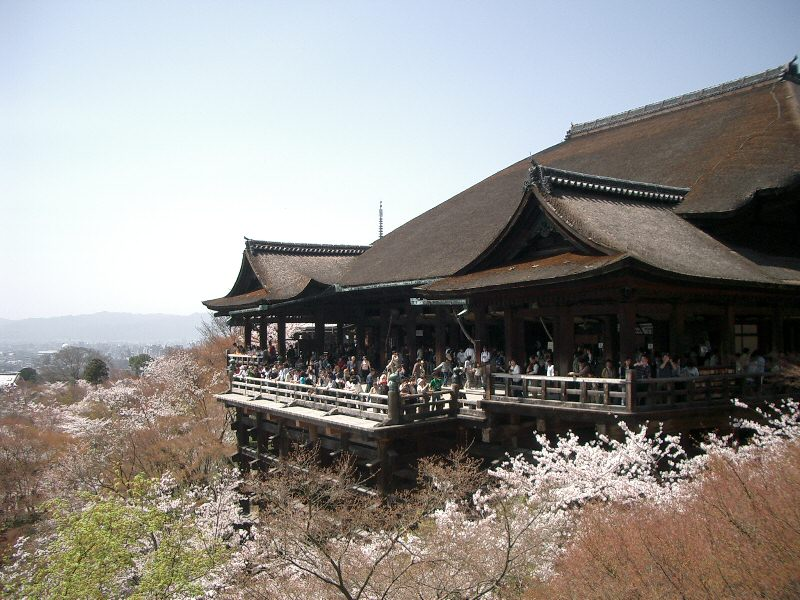
معبد كيوميزو.

معبد كيوميزو (باليابانية:清水寺) انشئ عام 794 بعد الميلاد، وكانت قصور ومعابد كيوتو مقراً لأباطرة وقادة اليابان لأكثر من 1000 عام. وكان الإمبراطور الياباني يتوج في قصر جوشو الإمبراطوري. ومن بين الأعمال المتميزة الأخرى معبدي هيجاشي نونجانجي ونيشي هوجانجي، بالإضافة إلى معبد كينكاكوجي بما يتضمنه من «الجناح الذهبي» ومعبد كيوميزو، معبد «المياه النقية». وقد تم تدمير مواقع كيوتو وأعيد بناؤها مرات عديدة على مر التاريخ وهي الآن من بين أهم وأعظم المناطق الأثرية الآسيوية.